# États et gouvernements participant à l'Organisation internationale de la francophonie

Carte des États et gouvernements participant en 2025.

Les États et territoires participant à l'Organisation internationale de la francophonie sont tous les États et territoires participant aux institutions et au fonctionnement de cette organisation. Ces membres varient quant à leur statut au sein de l'organisation mais aussi quant à leur nature – État ou territoire (entité fédérée).

## Statut au sein de l'organisation
L'article 10 de la Charte de la francophonie reconnaît trois statuts : celui d’État ou gouvernement membre, celui de membre associé et celui d'observateur. Un quatrième statut, non prévu par la Charte mais précisé dans Statuts et modalités d'adhésion à Conférence des chefs d’État et de gouvernement ayant le français en partage, existe : celui d'invité spécial.
Lors du XIXe sommet de la francophonie en 2024, l'Organisation internationale de la francophonie comptait 93 États et gouvernements : 56 membres, 5 membres associés et 32 observateurs. En mars 2025, elle comprend 53 membres après le départ de trois pays d'Afrique de l'Ouest.

### État et gouvernement membre
Un État ou gouvernement membre sont les « membres de plein droit » (actuellement 53 États et trois gouvernement régionaux) ce qui leur garantit une participation pleine et entière à l'ensemble des institutions et organes de la francophonie, c'est-à-dire au Sommet de la francophonie, à la Conférence ministérielle de la francophonie, au Conseil permanent de la francophonie, aux Conférences ministérielles sectorielles de la francophonie et aux Commissions du Conseil permanent de la francophonie (politique, économique, de coopération et de programmation, administrative et financière).
Ce statut leur donne la possibilité de présenter des candidatures aux postes à pourvoir dans les institutions, de se porter candidats pour accueillir les réunions des institutions de l'OIF, et de voter dans ces instances. Ce statut crée aussi une obligation pour les États membres qui doivent faire une contribution statutaire au budget de l'OIF dont le montant est fixé par la Conférence ministérielle. De plus, ils contribuent volontairement au Fonds multilatéral unique (FMU) pour la coopération francophone.

### Membre associé
Le statut de membre associé permet d'assister aux réunions du Sommet de la francophonie et à la Conférence ministérielle de la francophonie. Cette autorisation ne leur permet pas de participer aux débats sauf si la présidence leur accorde le droit de présenter une communication. Ils siègent de façon distincte. Ils participent au Conseil permanent de la francophonie (CPF) et à ses commissions dans lesquels ils ont une voix délibérative. Dans les deux cas, que ce soit les réunions des institutions auxquelles ils peuvent assister ou les réunions du CPF et ses commissions, ils ne peuvent être présent lors des réunions à huis clos.
Ce statut leur permet, après invitation, de participer aux autres manifestations de l'OIF, notamment les conférences ministérielles sectorielles, colloques, et autres réunions. De même, ils reçoivent l'ensemble des informations et documentations non-confidentielles que le Secrétariat communique. À l'inverse des États et gouvernements membres de plein droit, les membres associés ne peuvent organiser les réunions des instances de la francophonie. En matière budgétaire, ils doivent faire une contribution statutaire fixée par la Conférence ministérielle et peuvent, volontairement, contribuer au FMU.
Pour obtenir ce statut, un État ou un gouvernement doit :
- avoir le français comme langue officielle (seule ou parmi d'autres langues officielles) ou qu'il soit d'usage habituel et courant ;
- partager les valeurs de la francophonie.

### Observateur
Les observateurs peuvent assister au Sommet et à la Conférence ministérielle sans participer aux débats. En revanche, ils peuvent présenter une communication lors de la Conférence ministérielle, si la présidence l'accorde. Ils assistent aussi au CPF mais ils ne sont pas autorisés à prendre la parole et ne sont pas pris en charge. Ils ne peuvent pas assister aux réunions des commissions du CPF. À l'instar des membres associés, le statut d'observateur ne permet pas d'assister aux réunions à huis clos de toutes les instances. Ils ne peuvent pas non plus se porter candidat pour accueillir les réunions des instances de la francophonie.
En revanche, ils peuvent être invités à participer aux manifestations de la francophonie telles que les conférences ministérielles sectorielles, etc. 
En matière budgétaire, les observateurs ne doivent pas faire de contributions statutaires au budget de l'OIF, toutefois, ils doivent s'acquitter de frais de secrétariat – fixé par le CPF – en contrepartie de la documentation non-confidentielle à laquelle ils ont accès. Ils peuvent, volontairement, décider de contribuer au FMU.
Le statut d'observateur :
- peut être accordé à un État ou un gouvernement,
- est un statut « pérenne ».

### Invité spécial
Ce statut, non prévu par la Charte de la francophonie, mais spécifié dans les Statuts et modalités d'adhésion à Conférence des chefs d’État et de gouvernement ayant le français en partage, est destiné aux « entités ou collectivités territoriales non souveraines » qui en font la demande.
Ce statut leur est accordé :
- s'ils manifestent la volonté de s'engager dans la francophonie,
- si l'usage de la langue française est attesté sur leur territoire,
- sous réserve de l'accord de l’État dont relèvent ces entités ou collectivités.

Ce statut ne concerne que le Sommet et doit être renouvelé à chaque Sommet. Il n'est donc pas pérenne. Ils assistent aux séances inaugurales ainsi qu'à celles dédiées à la coopération. Ils n'ont pas de voix délibérative mais reçoivent les documents du Sommet.
Les invités spéciaux peuvent participer, sur invitation, aux manifestations sociales et culturelles.

## Nature des participants

### États
En tant qu'organisation internationale, l'OIF a, à l'origine, été établie par des États tels que reconnu par la Communauté internationale. La question s'est rapidement posée, pour les États fédéraux, de savoir si leurs entités fédérées pouvaient participer à l'OIF.

### Gouvernements souverains d'entités fédérées

#### Cas de la Belgique et du gouvernement de la Communauté française
La Belgique est représentée dans l'OIF par le gouvernement fédéral et le gouvernement de la Fédération Wallonie-Bruxelles, ces deux gouvernements y ayant chacun le statut de « membres ». Néanmoins, la Fédération Wallonie-Bruxelles a l'exclusivité de la participation belge dans certains domaines, par exemple, la représentation parlementaire belge au sein de l'Assemblée parlementaire de la francophonie. Les délégations belges sont composées de membres du Parlement de la Fédération Wallonie-Bruxelles et de membres francophones de la Chambre des représentants et du Sénat : « L'Assemblée générale de la Section de l'APF de la Belgique/Communauté française/Wallonie-Bruxelles est composée de tous les membres du Parlement de la Communauté française ainsi que des membres de la Chambre et du Sénat appartenant au groupe linguistique français de ces deux Assemblées. » dans les statuts de la section de la Belgique/Communauté française/Wallonie-Bruxelles de l'Assemblée parlementaire de la francophonie.
La Région wallonne prend indirectement part à la délégation de la Communauté française mais n'est reconnue comme membre de l'organisation car la plupart des membres du gouvernement de la Fédération Wallonie-Bruxelles sont membres du gouvernement wallon. Cette synergie entre les gouvernements communautaire et régional existe depuis le 26 novembre 1996 par la signature d'un accord de coopération. La communauté française de Belgique  rassemble les communes francophones de la Région wallonne et les communes bilingues de la région de Bruxelles-Capitale. Toutefois, des francophones vivent également en Région flamande sans y être représentés.

#### Cas du Canada, du Québec et du Nouveau-Brunswick
Au Canada, les gouvernements du Québec (depuis 1971) et du Nouveau-Brunswick (depuis 1977) ont le statut de « gouvernements participants » au sein de l'OIF et de son prédécesseur, l'Agence de coopération culturelle et technique.
Une entente entre les gouvernements du Québec et du Canada est intervenue le 7 novembre 1985 afin de préciser les modalités de la participation des deux ordres de gouvernement aux délibérations des Sommets de la francophonie. L'entente, qui balise la participation du Québec et du Canada aux sommets, a été étendue au gouvernement du Nouveau-Brunswick.
À noter que la Société nationale de l'Acadie (SNA) est accréditée du statut consultatif auprès de l'OIF (depuis 2005), en qualité d'organisation non gouvernementale internationale (ONGI). Avant même d'obtenir ce statut, la SNA a notamment pu collaborer à la préparation du Sommet de Moncton en 1999. Cette avancée permet notamment de donner une représentation aux Acadiens de la province de l'Île-du-Prince-Édouard, qui n'a pas le statut de « gouvernement participant ». La province de Nouvelle-Écosse est devenue membre observateur lors du sommet de 2024.
En juillet 2016, le premier ministre Justin Trudeau dépose une demande d'adhésion pour le gouvernement de l'Ontario, deuxième territoire francophone du Canada, adhésion demandée par le gouvernement ontarien depuis 10 ans mais refusée par le gouvernement fédéral conservateur de Stephen Harper. L'Ontario a souhaité dans un premier temps être membre observateur, ce qui est effectif depuis 2016.
Les autres provinces et territoires canadiens sont représentés par la participation du gouvernement fédéral, notamment la communauté des Franco-Ontariens.

## États et gouvernements participant

### États et gouvernements membres

#### Cas particuliers au sein des pays membres

##### Cas de la France
La France est très influente par la participation de ses associations et organisations non gouvernementales ou de certains organismes d’État sur le plan culturel et scientifique qui disposent d’une autonomie de fonctionnement assez large pour leur permettre de travailler dans des domaines de coopération internationale (telles les universités et bibliothèques).
Le statut des collectivités françaises d’outre-mer disposant d’un gouvernement propre leur permet d’adhérer directement à certaines organisations internationales et d’être parties à certains traités, ce qui leur permettrait d’adhérer directement à l’organisation. Toutefois, ce mouvement est freiné par l'opposition des souverainistes qui y voient une reconnaissance par le gouvernement français de leur plus grande autonomie. La Nouvelle-Calédonie est membre associé depuis 2016. La Polynésie française devient membre observateur lors du sommet de la francophonie de 2024.

### États et gouvernements associés

#### Cas du Qatar
Bien que la proportion de francophones y soit ténue et qu'il n'y ait pas d'histoire ou de tradition francophones, l'entrée du Qatar dans l'organisation s'explique par au moins trois raisons :
- Les relations étroites qu'entretiennent Paris et Doha.
- L'intérêt géopolitique pour le Qatar d'entrer dans une telle organisation. D'une part cela permet à ses dirigeants de bénéficier du « tremplin » géopolitique qu'offrent les membres de l'OIF, en particulier la France (détentrice d'un siège permanent au Conseil de sécurité de l'ONU entre autres). D'autre part cela lui permet de resserrer les liens avec les membres de l'OIF, en particulier avec les pays africains, dans la perspective de damer le pion aux autres pétro-monarchies dans la course à la location de terres arables, la conquête de nouveaux marché et de matières premières non minérales (bois, caoutchouc...).
- La France s'accorde la « garantie » de bonnes relations avec cet investisseur mais aussi un point d'appui dans le golfe persique. Cette région étant instable mais pourtant économiquement vitale, les chancelleries occidentales comme celle de la France ont besoin d'une alliée dans la région.

Les parties concernées ont en fait chacune intérêt à cette adhésion.
À la fin de décembre 2013, le quotidien Le Monde signalait que le Qatar ne s'était pas acquitté de ses contributions obligatoires envers l'OIF, ni au moment de son adhésion ni ultérieurement, puis Clément Duhaime, l'administrateur sortant de l'OIF, devait se plaindre en avril 2015 que Doha, qui n'avait toujours pas réglé ses cotisations annuelles, n'avait également pas tenu les promesses qu'il avait faites au moment de son adhésion en matière d'enseignement de la langue française. Finalement, lors du Sommet d'Antananarivo de novembre 2016, l'État du Qatar a réglé l'ensemble de ses arriérés de cotisations pour un total de 3,3 millions d'euros.

### États et gouvernements observateurs

#### Cas de la Thaïlande
La Thaïlande est membre observateur de la francophonie depuis 2008. À la suite de la crise politique de 2013-2014, la 92e session du Conseil permanent de la francophonie se réunit le 27 juin 2014, et suspend la participation de la Thaïlande, rappelant que les membres doivent « se conformer aux valeurs de la communauté francophone attachée aux principes de la démocratie, de l'état de droit et du respect des libertés ». Cette mesure de suspension a été levée par le Conseil permanent de la Francophonie le 2 juillet 2019.